# Бакхий (стихосложение)
Бакхий (греч. βακχεῖος) — название редкой стопы в античном стихосложении, её форму образуют краткий слог и два долгих слога с ударением на первом долгом (U —́ —). Бакхий употреблялся в гимнах в честь бога Вакха, а также латинскими поэтами.